# Томагок (містечко, Вісконсин)
Томагок (англ. Tomahawk) — місто (англ. town) в США, в окрузі Лінкольн штату Вісконсин. Населення — 458 осіб (2020).

## Демографія
Згідно з переписом 2010 року, у місті мешкало 416 осіб у 193 домогосподарствах у складі 123 родин. Було 472 помешкання
Расовий склад населення:
| - 98,6 % — білих - 0,2 % — корінних американців |

До двох чи більше рас належало 1,0 %. Частка іспаномовних становила 1,0 % від усіх жителів.
За віковим діапазоном населення розподілялося таким чином: 12,7 % — особи молодші 18 років, 66,6 % — особи у віці 18—64 років, 20,7 % — особи у віці 65 років та старші. Медіана віку мешканця становила 51,9 року. На 100 осіб жіночої статі у місті припадало 121,3 чоловіків;  на 100 жінок у віці від 18 років та старших — 125,5 чоловіків також старших 18 років.
Середній дохід на одне домашнє господарство  становив 61 556 доларів США (медіана — 49 583), а середній дохід на одну сім'ю — 78 238 доларів (медіана — 72 500). Медіана доходів становила 47 083 долари для чоловіків та 29 500 доларів для жінок. За межею бідності перебувало 6,9 % осіб, у тому числі 0,0 % дітей у віці до 18 років та 7,8 % осіб у віці 65 років та старших.
Цивільне працевлаштоване населення становило 224 особи. Основні галузі зайнятості: виробництво — 21,9 %, освіта, охорона здоров'я та соціальна допомога — 20,5 %, будівництво — 10,3 %, роздрібна торгівля — 7,6 %.